# Altostratus undulatus
Un altostratus undulatus est une variété d'altostratus appartenant à l'étage moyen et présentant des ondulations qui peuvent être observées dans une couche nuageuse assez uniforme ou dans des nuages composés d'éléments soudés ou non,,. Parfois, un double système d'ondulations est apparent. 
La formation de ces nuages est dû à une onde de gravité qui forme ces lignes presque parallèles à 90 degrés du vent dominant. La base de ces derniers se trouve dans de l'air stable parce qu'en inversion de température avec la surface. 

## Autre undulatus
Le type undulatus s'applique également aux altocumulus, cirrocumulus, cirrostratus, stratocumulus et stratus comportant le même genre d'ondulations.